# Calprotectina fecal
La calprotectina fecal és una quantificació de calprotectina en la femta. La calprotectina fecal elevada indica la migració de neutròfils cap a la mucosa intestinal, que es produeix durant la inflamació intestinal, incloent la inflamació causada per malalties inflamatòries intestinals, malaltia celíaca, colitis infecciosa, enterocolitis necrosant, fibrosi quística intestinal i càncer colorectal.